# Geografia de Catalunya

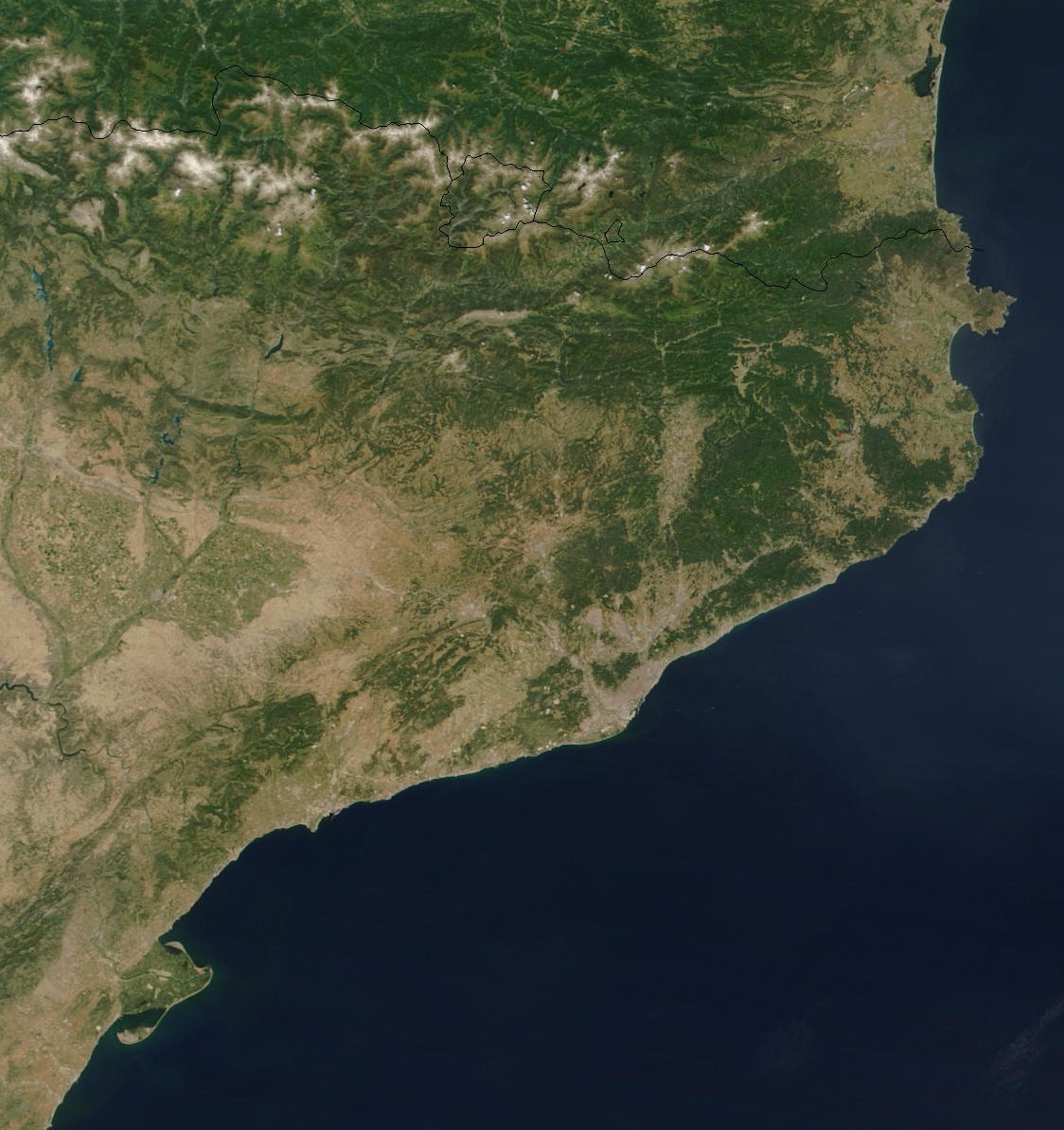
Imatge de satèl·lit de Catalunya

La geografia de Catalunya descriu el relleu i com afecta aquest a les relacions humanes (comerç, demografia, transport) que s'estableixen sobre el territori de Catalunya, en el sentit de la comunitat autònoma, té una superfície aproximada de 32.000 km². Limita al nord amb els estats d'Andorra (65,3 km) i França—el Departament dels Pirineus Orientals—(315 km), a l'oest amb la comunitat autònoma d'Aragó (359,9 km), al sud amb el País Valencià (52,9 km) i a l'est amb la mar Mediterrània. La seva situació geogràfica ha afavorit, des de temps medievals, una relació propera i intensa amb la resta dels països mediterranis i alhora amb l'Europa continental.
Aproximadament el 28,7% del sòl de Catalunya es dedica als conreus; el 15,7% són prats i pastures, l'1% correspon a rius; el 43,4% a boscos, el 6,7% a àrees urbanes o urbanitzables, i el 4,6% a altres activitats no especificades.
Catalunya té una diversitat geogràfica molt marcada, tenint en compte la superfície relativament petita del seu territori. La geografia està condicionada pel litoral mediterrani, aquest, amb 580 quilòmetres de costa, i les grans unitats de relleu dels Pirineus al nord. El relleu català presenta, a grans trets, tres unitats morfoestructurals generals:
- els Pirineus: la formació muntanyosa que connecta la península Ibèrica amb el territori continental europeu, i situats al nord de Catalunya;
- el Sistema Mediterrani Català o les Serralades Costaneres Catalanes: una alternança d'elevacions i planes paral·leles a la costa mediterrània; i
- la Depressió Central Catalana: unitat estructural que configura el sector oriental de la Vall de l'Ebre.

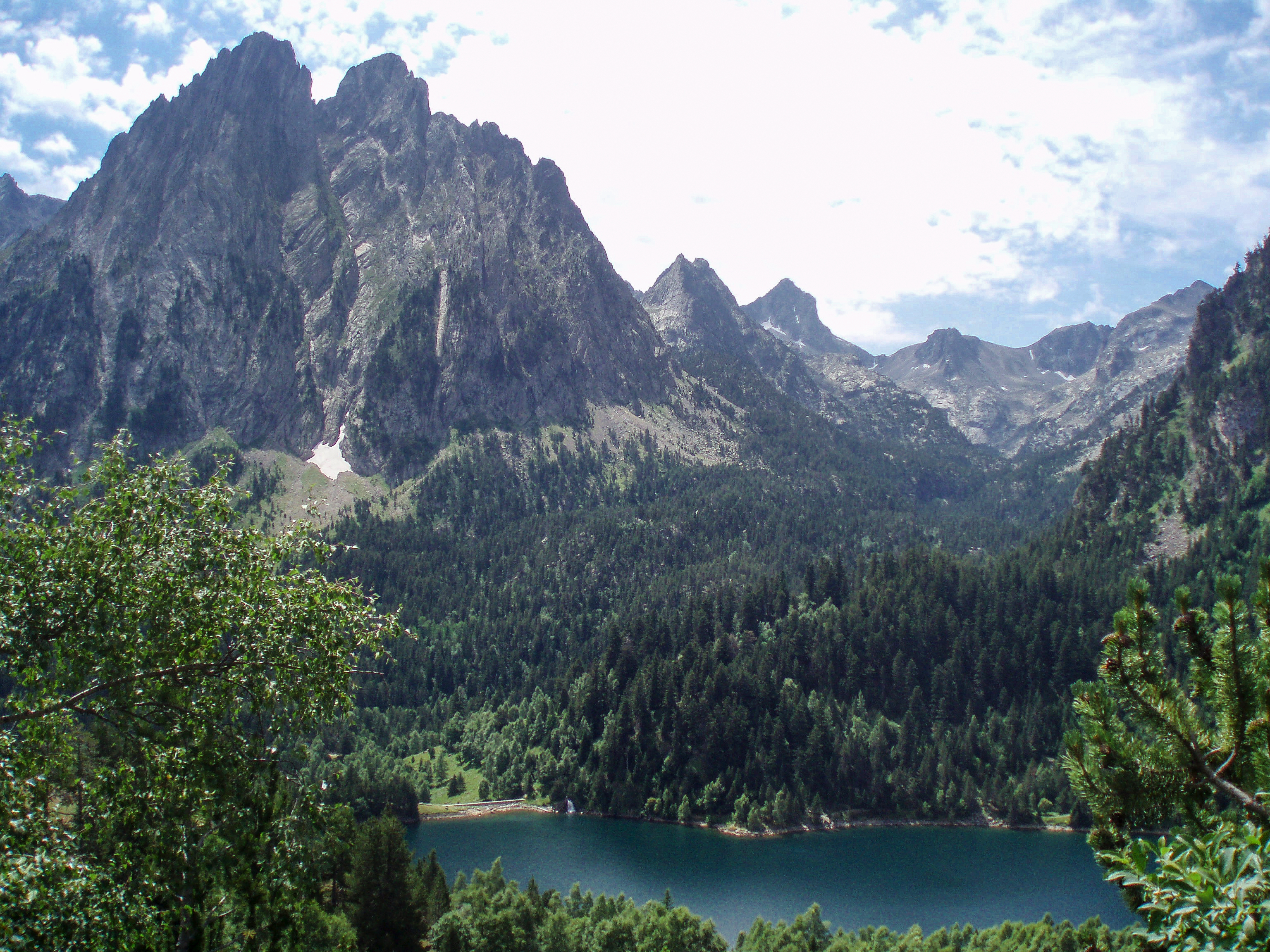
Els Encantats, dos pics emblemàtics dels Pirineus i l'estany de Sant Maurici

Se situa al centre de Catalunya.

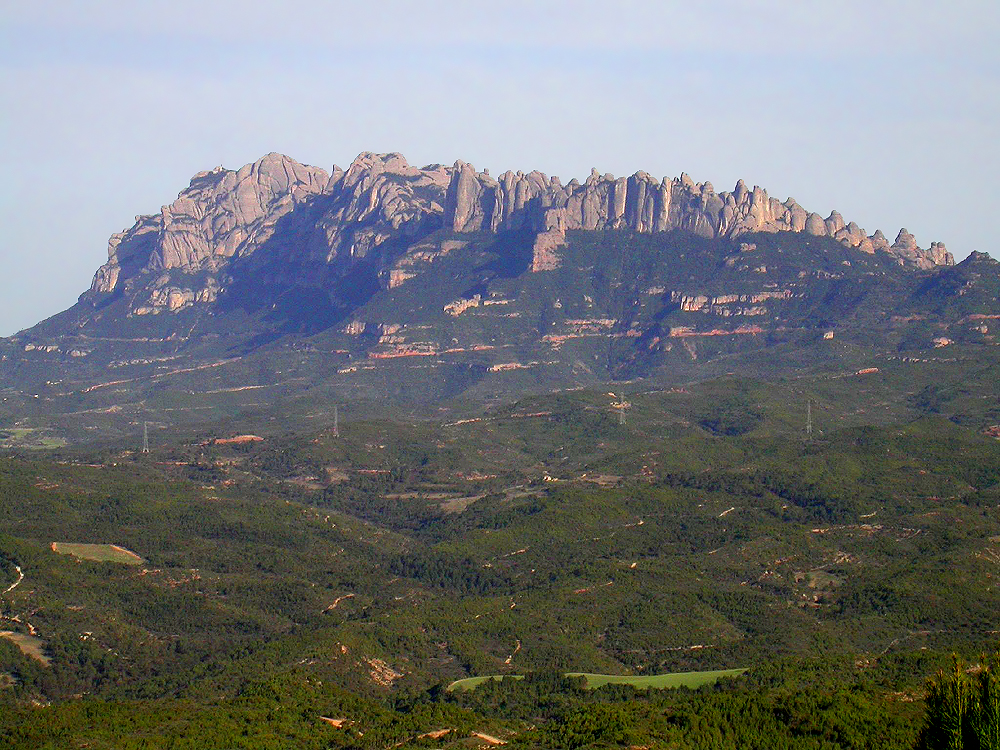
Montserrat

Els Pirineus catalans representen gairebé la meitat, en longitud, de tot el Pirineu, ja que s'estén per més de 200 km. Tradicionalment, es diferencia el Pirineu axial —la serralada principal— del Prepirineu, situat a migjorn i que són formacions muntanyoses paral·leles a la serralada principal però amb altituds menors, menys escarpades i d'una formació geològica diferent. Ambdues unitats són més amples a ponent que no pas a llevant, on es presenten els pics més elevats. L'elevació més alta de Catalunya, que es troba al nord de la comarca del Pallars Sobirà, és la Pica d'Estats amb 3.143 m. Al Preprineu hi destaquen diverses serralades com la Serra del Cadí o el Pedraforca.
El Sistema Mediterrani Català té la seva base en dues serralades més o menys paral·leles a la costa, en una orientació de nord-est a sud-oest. Aquestes dues serralades són la Serralada Litoral i la Serralada Prelitoral. La Serralada Litoral és de menor extensió i amb altituds menors, mentre que la Serralada Prelitoral és major tant en extensió com en altitud. Dins el sistema es troben una sèrie de terres planes, les entitats majors de les quals formen la Depressió Litoral i la Depressió Prelitoral. La Depressió Litoral se situa a l'est de la Serralada Prelitoral cap a la costa. La Depressió Prelitoral, per contra, se situa a l'interior, entre les dues serralades, i constitueix la base de les terres planes del Vallès i el Penedès. Altres planes majors són la Depressió de la Selva i la plana de l'Empordà, majoritàriament a les comarques de la Selva i l'Alt i el Baix Empordà respectivament. Finalment, el Sistema també inclou la Serralada Transversal i el Subpirineu, que són formacions tardanes al nord de la Serralada Prelitoral i amb contacte amb els Pirineus i Prepirineus que originen altituds mitjanes i, en el cas de la primera, volcans a l'àrea de la Garrotxa.
La Depressió Central Catalana és una plana situada entre els Pirineus i la Serralada Prelitoral. Les comarques del sud de la província de Lleida i les centrals de Barcelona ocupen aquest territori. Les terres de la Depressió se situen entre els 200 i els 600 m d'altitud. Les planes i les aigües que descendeixen dels Pirineus han fet que el territori sigui fèrtil pels camps de conreu i s'hi han construït nombrosos canals d'irrigació.

## Administració

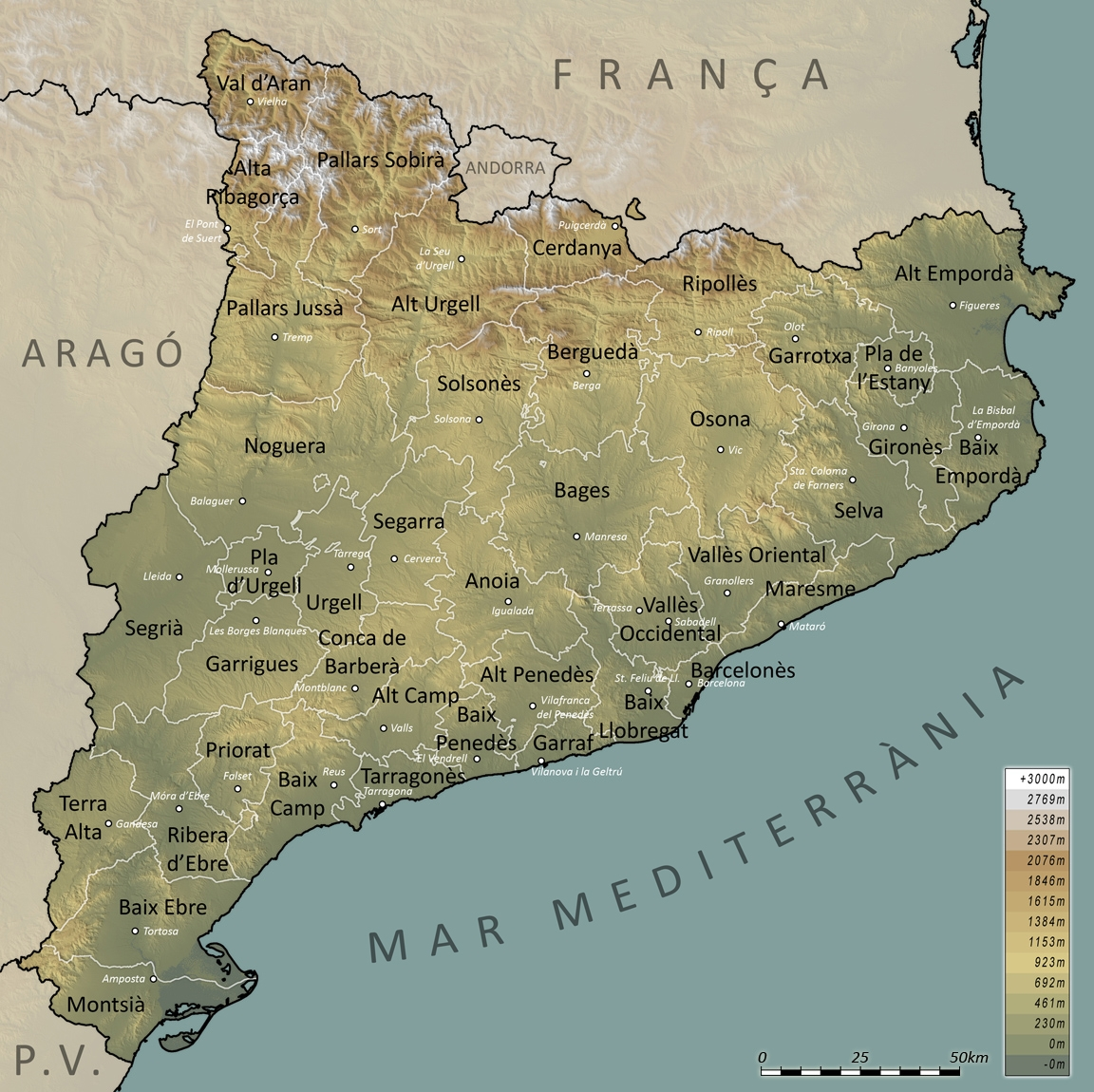
Divisió comarcal de Catalunya

Catalunya disposa de diversos nivells administratius locals. S'ha disposat la divisió en municipis i províncies des de la divisió territorial d'Espanya de 1833, amb variacions, generalment fusions de municipis especialment en aquells llocs on el despoblament ha estat una força demogràfica important. Les províncies de Catalunya són quatre: Barcelona, Girona, Lleida i Tarragona. Tanmateix a causa del creixent guany en autogovern les administracions locals pròpies de Catalunya han afavorit l'establiment d'altres nivells administratius més concordes amb la gestió d'aquesta administració. Així s'estableix la divisió comarcal de 1936, que establia 38 comarques, augmentada posteriorment als anys vuitanta fins a 41. A l'any 2015 queda legalment constituïda la comarca del Moianès segons la disposició addicional segona de la llei de 23 d'abril, augmentant a 42 les comarques que formen el territori català.Tant les comarques com les províncies afavoreixen la creació de capitals, centres d'atracció de les administracions, per bé que la immensa majoria responen alhora a un rerefons històric. Així mateix existeixen aspiracions per l'establiment de vegueries i noves comarques amb significació administrativa (p. ex.: Lluçanès i Montserratí), per bé que aquestes encara no s'han concretat amb acords políticoadministratius ferms.

## Geologia

Principals unitats geològiques del territori català

L'actual estat geològic de Catalunya pot començar a descriure's des dels primers grans canvis del Paleozoic. Inicialment el territori formava part d'una conca oceànica en la qual, per repòs orogènic, es dipositaven materials sedimentaris fins i argilencs. El desenvolupament de plegaments variscos va determinar una sedimentació més irregular que posteriorment va produir l'emersió (de baixa altura) de diverses àrees d'orientació nord-oest-sud-est com el massís de l'Ebre (actual Depressió Central Catalana) i el massís catalanobalear, que van sorgir al final de l'era. Els materials sedimentats de l'època es van transformar en gneis, esquist i pissarra que aflora avui dia en la meitat nord de les serralades litorals i dels Pirineus axials.

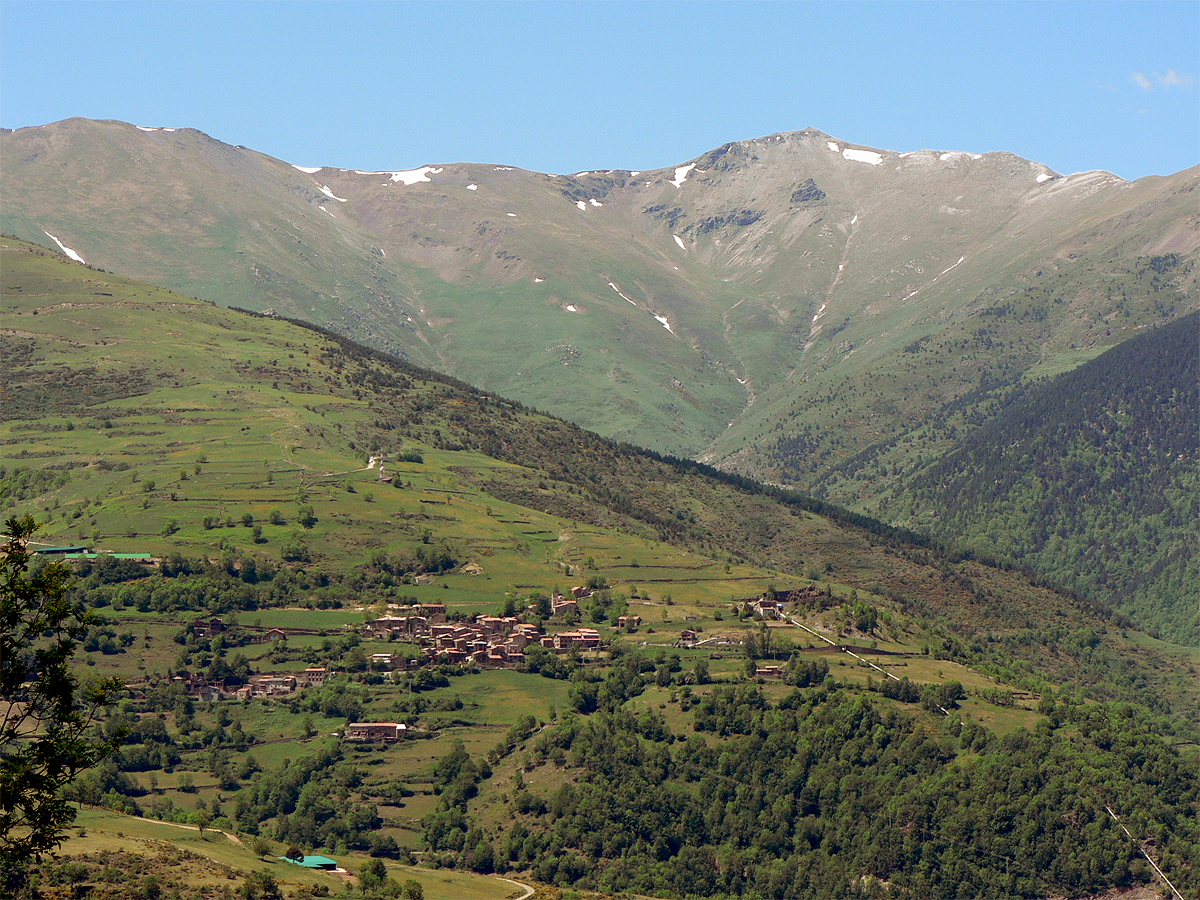
Pirineus en el Ripollès

L'era mesozoica va cobrir de nou les àrees emergides durant l'era anterior, la qual cosa va provocar una sedimentació tranquil·la sota el mar, generant gran quantitat de material calcari. Avui dia aquest material es troba en la meitat sud de les serralades litorals i en el Prepirineu.
A l'inici de la següent era, la cenozoica, les plaques tectòniques euroasiàtica i africana prenen contacte i suaument comença a elevar-se un dors de plecs i serres mitjançant orogènesi alpina que donarà lloc, entre d'altres, als Pirineus. Aquesta embranzida incideix també en el moviment del massís catalanobalear cap al Sud-oest, cobrint el massís de l'Ebre, encara submergit, la qual cosa va generant que es vagin dipositant materials que donaran lloc a la futura Depressió Central Catalana. En la línia de costa s'acumulen conglomerats dipositats pels rius i que donaran lloc a les elevacions destacades dels massissos de Montserrat, Sant Llorenç del Munt, etc. Mentre, cap a l'interior de la conca s'acumulen sorres i argiles que donaran lloc al gres. En tancar-se el massís de L'Ebre, en forma de golf, es va originar un gran llac salat. Les seves aigües van ser exposades a una intensa evaporació que finalment van donar lloc a grans dipòsits salins dels quals fins fa poc encara s'extreia sal a Súria i Cardona. La segona meitat de l'era va erosionar per descompressió gran part del massís catalanobalear, romanent en una estreta línia que conformen la depressió prelitoral, el pla de la Cerdanya, de l'Empordà, etc. Al final del període, els moviments alpins incideixen en el sorgiment de volcans a la zona d'Olot que perduraran fins al Quaternari i les glaceres dels Pirineus acaben per conformar el territori.

## Usos del sòl
| Cultius Aigües continentals | Arenals, neus i altres sòls improductius Nuclis urbans, industrials i vies Boscos, clars i vegetació humida |

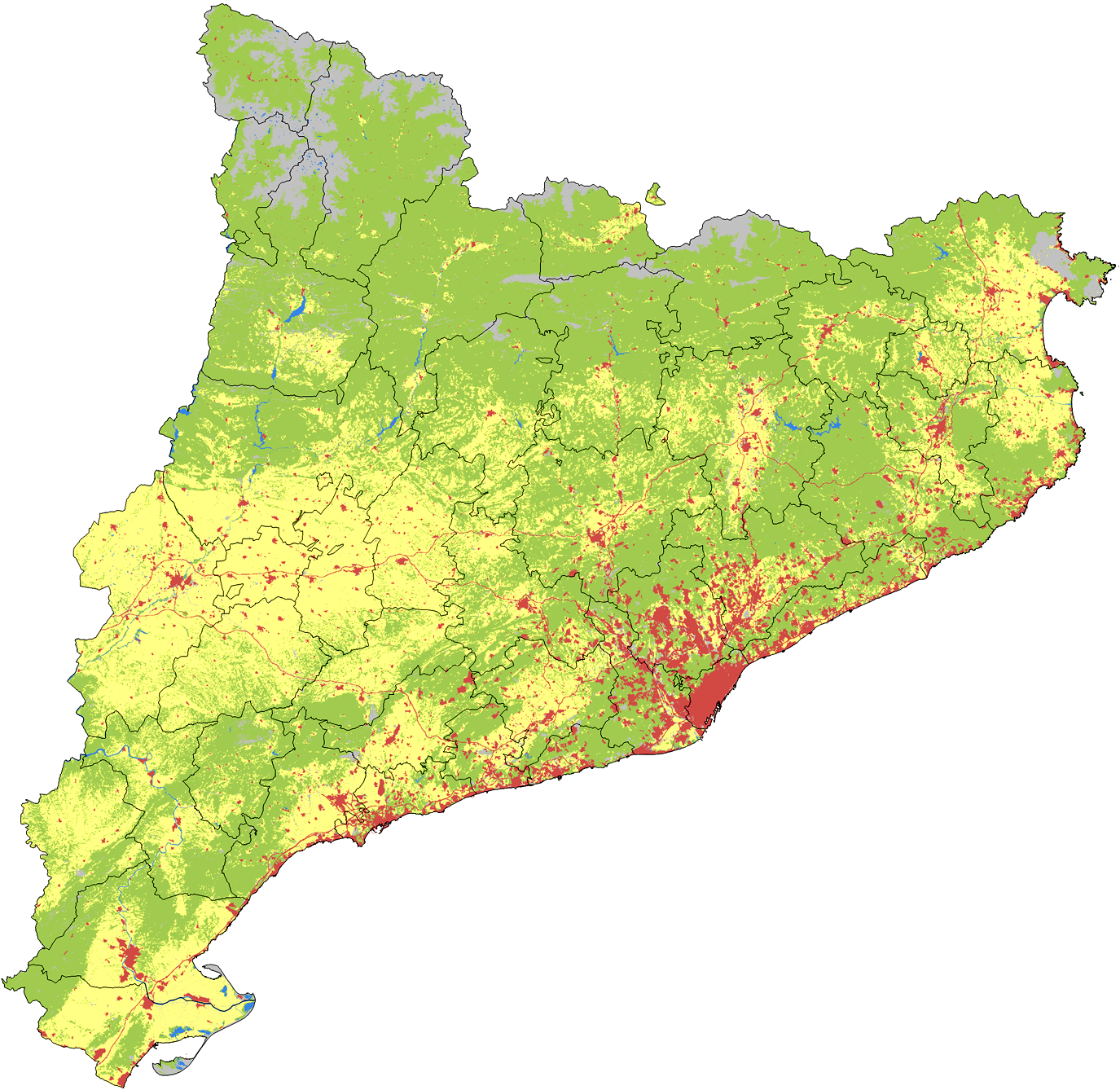
Mapa de Catalunya mostrant els usos del sòl el 2002.

Malgrat la població i la industrialització de Catalunya, bona part del sòl es conserva intacte a la mà de l'home. El paisatge forestal es distribueix per 18.257 km² (2002), i s'aprecia especialment a les zones muntanyenques del nord i la costa. Això inclou boscos clars i espessos (esclerofil·les, caducifolis i aciculifolis) així com la vegetació de zones humides. Aquests boscos ocupen el 56,8% de la superfície catalana. Per extensió, la següent coberta l'ocupen els cultius, estenent-se pel 32,5% del territori (10.448 km²). D'aquests, destaca l'agricultura de secà (7.069 km²), estès per moltes comarques i sent característics de la Segarra, Solsonès, Bages i Anoia entre d'altres. El cultiu de fruita de secà s'estén principalment pel sud de Ponent i les Terres de l'Ebre. Respecte a la vinya, les vinyes s'estenien aquest any per 769 km², principalment en el Penedès. L'extensió del regadiu és més restringit (2.611 km²) i es distribueix principalment pel Segrià, Pla d'Urgell i voltants, sobretot mitjançant els nombrosos canals d'irrigació, així com el Delta de l'Ebre, i en menor mesura, a l'Empordà, la Cerdanya i a la costa de Barcelona. El cultiu d'arbres fruiters per regadiu és menys extens, i es produeix especialment en el Segrià i el Camp de Tarragona.
La presència humana tenia el 2002 una extensió de 1.520 km² (un 4,7% del territori català) i es concentra, en general, a la costa, especialment a l'Àrea Metropolitana de Barcelona. Destaca l'extensió de les urbanitzacions, superior al dels nuclis urbans, i posteriorment l'àrea destinada a l'ús industrial i comercial (229 km²).
Finalment, el terreny inutilitzat o inservible constituïa un 5,4% (1.740 km²) i s'estenia principalment pels cims pirinencs en forma de vegetació rasa o prat. La superfície ocupada per les aigües (de rius, llacs o preses) era de 150,5 km², només un 0,5% de la superfície catalana.

## Hidrografia

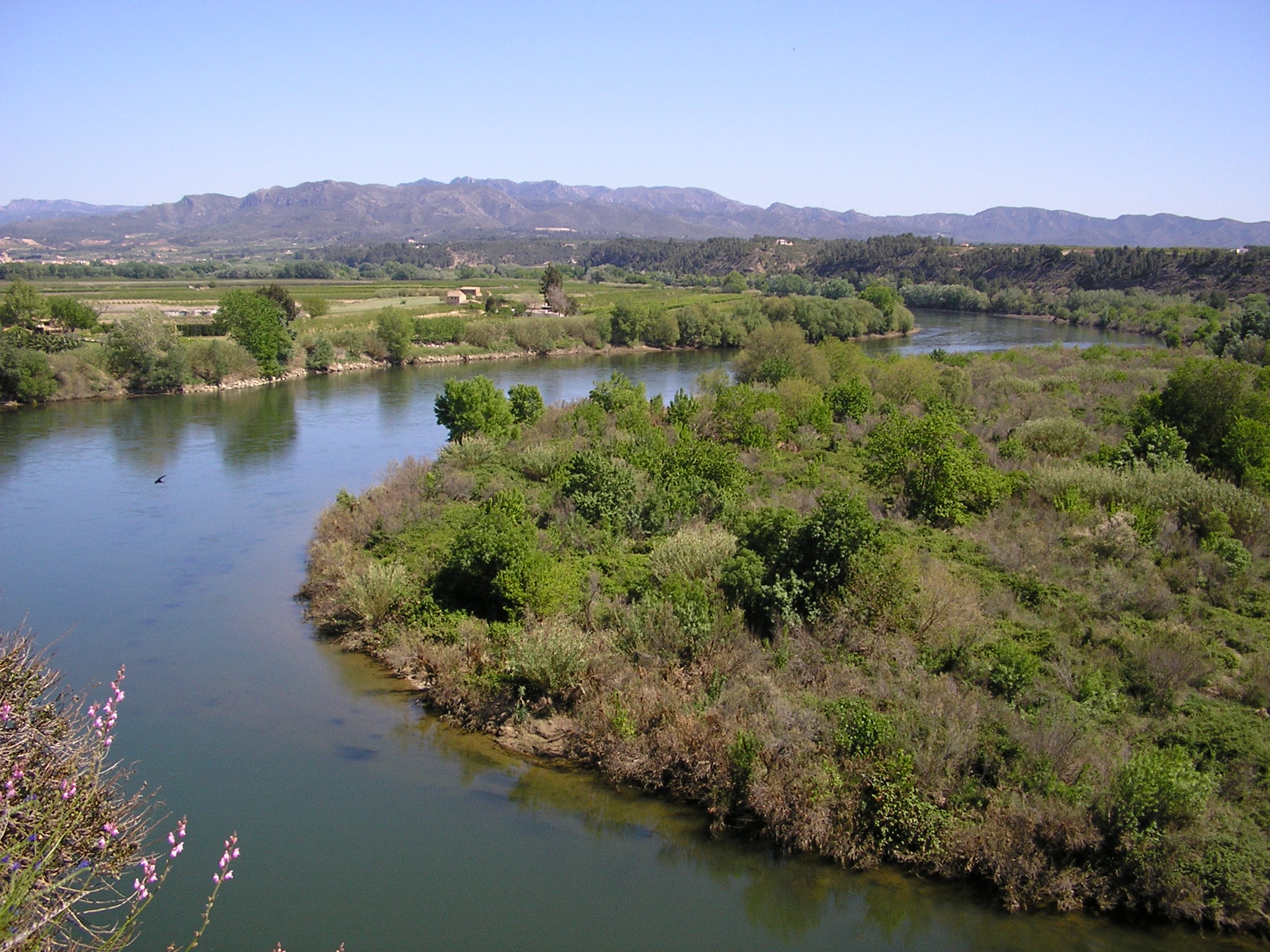
L'Ebre a Miravet.

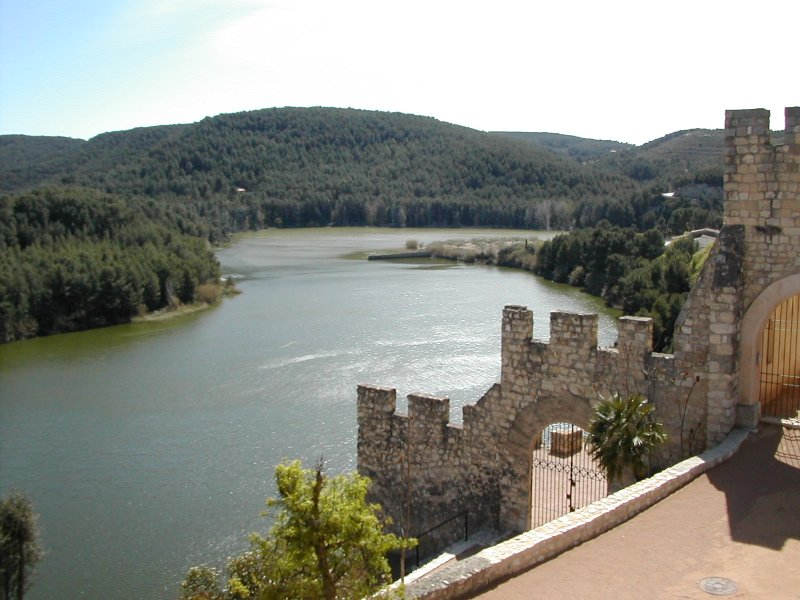
Riu Foix.

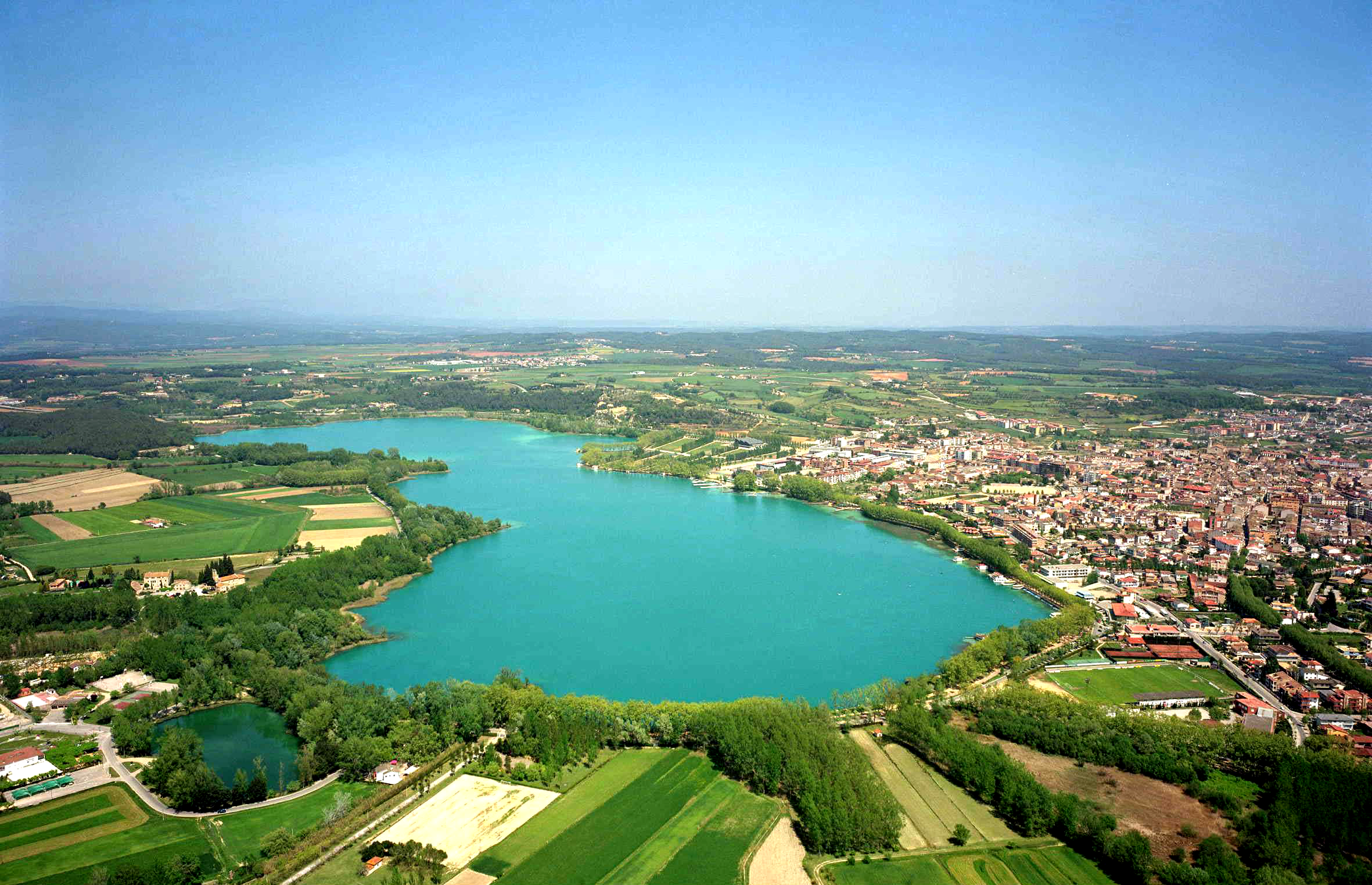
Estany de Banyoles.

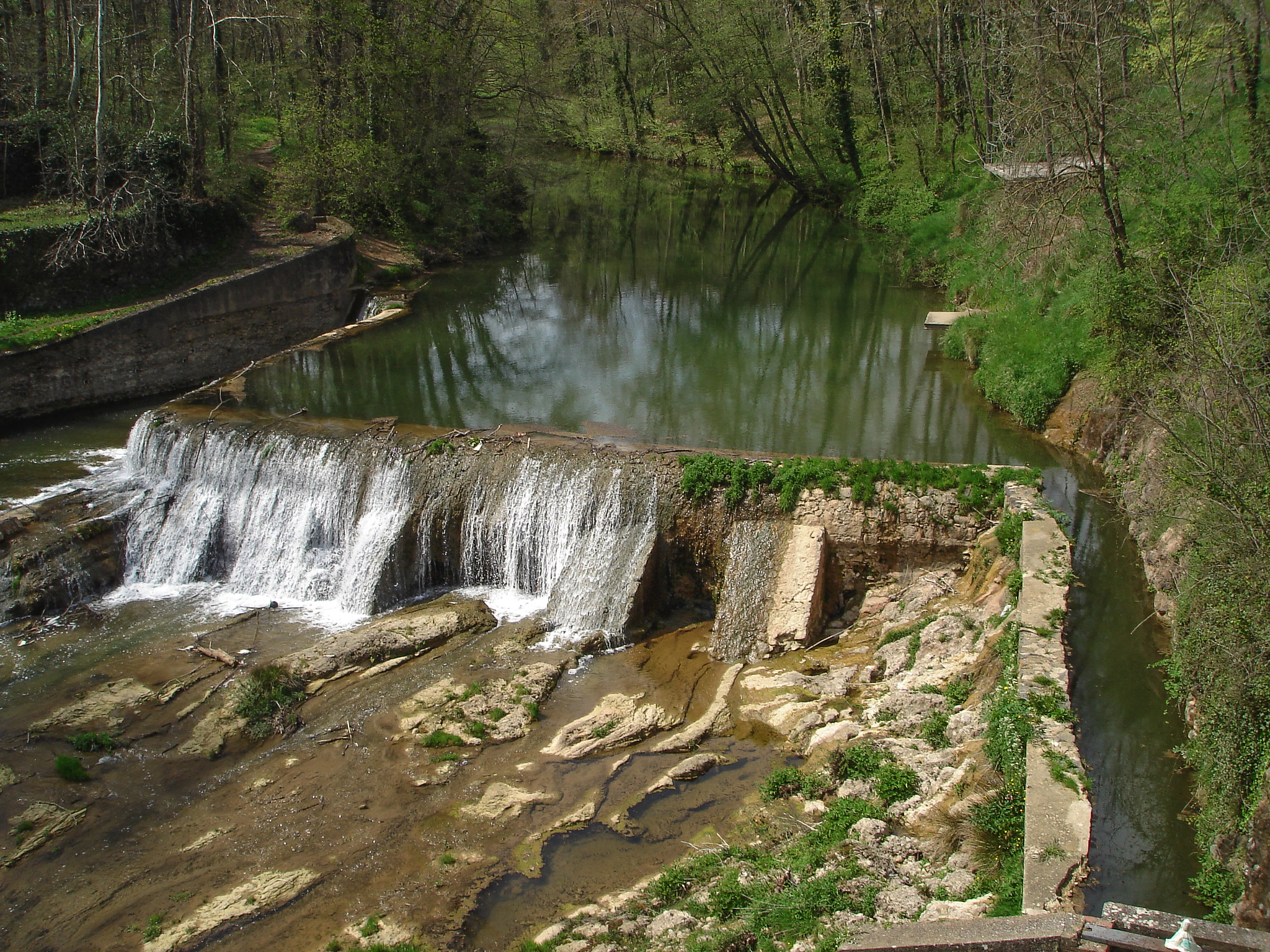
El riu Fluvià a prop d'Olot.

Gairebé la totalitat de Catalunya drena cap a la conca mediterrània. La xarxa hidrogràfica catalana està integrada per dues conques hidrogràfiques importants, la de l'Ebre (gestionada per la Confederació Hidrogràfica de l'Ebre) i les conques internes de Catalunya (gestionada per l'Agència Catalana de l'Aigua), d'una grandària similar sobre el territori (15.038 km² –46,84%– i 16.513 km² –51,43%– respectivament), totes desguassant al Mediterrani. A més, hi ha la conca de la Garona que desemboca a l'oceà Atlàntic.
La xarxa hidrogràfica es divideix en dos sectors, un de vessant occidental o de l'Ebre i un de vessant oriental format per rius menors que desemboquen al Mediterrani al llarg del litoral català. A Catalunya hi ha, a més a més, una relativa riquesa d'aigües subterrànies, tot i que també existeix la desigualtat entre comarques, atesa l'estructura geològica complexa del territori. Prop dels cims dels Pirineus catalans hi ha molts estanys petits, formats per circs glacials reomplerts d'aigua. Els grans embassaments d'aigua són escassos - el major n'és el de Banyoles - per bé que la creació de pantans ha desenvolupat una xarxa de reservoris d'aigua per tal de garantir l'abastiment d'aigua potable i reduir l'efecte de les riuades (p. ex.: el sistema Sau - Susqueda).
La conca de l'Ebre a Catalunya se serveix principalment del riu Segre com a major tributari, la conca del qual en solitari aconsegueix els 7.455 km², i al qual se li sumen com a afluents les conques de la Noguera Pallaresa (2.811 km²) i Noguera Ribagorçana (1.013 km²). Tots els rius segueixen un eix Pirineus-Ebre. Després de l'afluència del Segre, l'Ebre es dirigeix cap al Delta irrigant mitjançant altres afluents un territori de 3.757 km², en bona part enclavat a l'àrea de les Terres de l'Ebre.
Les conques internes de Catalunya es divideixen habitualment a partir d'aquells rius que neixen als Pirineus i aquells que ho fan en el Sistema Mediterrani Català. Les conques que conformen l'eix Pirineus-Mediterrani les conformen els rius Llobregat, Ter, Fluvià, Muga i Tec (que discorre cap al Rosselló). Aquestes conques discorren per una àrea de 9.622 km². Les conques restants, seguint l'anomenat eix Mediterrani, neixen tant a la Serralada Litoral, Prelitoral com a la Plana de l'Empordà i reguen les seves aigües per 6.890 km². Els rius més importants són (de nord a sud) el Daró, Tordera, Besòs, Foix, Gaià, Francolí i Sénia.
La més petita de les conques catalanes, la de la Garona, discorre majoritàriament per la Vall d'Aran. Rep aigües de nombrosos rius i barrancs que baixen pels vessants de les muntanyes de la vall, i dins del territori català els seus afluents més llargs són l'Arriu Unhòla i l'Arriu de Varradòs.
La conca de l'Ebre aporta una mitjana de 18.700 hm³ anualment, mentre que les conques internes únicament disposen de 2.020 hm³ a l'any. El desequilibri ve causat per l'aportació prèvia de l'Ebre (al voltant de 6.700 hm³/any) al qual s'afegeix l'aportació pirinenca del Segre (al voltant de 12.000 hm³/any) cap al sud de la província lleidatana. És al voltant de les comarques de la Depressió Central Catalana que s'ha aprofitat aquestes aigües per construir nombrosos canals de regadiu. Destaquen el Canal d'Urgell (478 hm³) el Canal d'Aragó i Catalunya (362 hm³) i el futur Canal Segarra-Garrigues (342 hm³). No obstant això, malgrat el seu reduït cabal, de totes les conques espanyoles, és de les Conques Internes de Catalunya on s'utilitza més l'aigua per a consum humà (518 hm³). Aquest desequilibri ha promogut l'aprofitament a les comarques litorals i orientals d'aigües subterrànies, de les quals Catalunya disposa de bastants reserves. De totes maneres, és habitual que en períodes d'escassetat de precipitacions es produeixin talls en el subministrament a poblacions, fins i tot a la primavera. Per això han estat considerades diverses opcions de transvasaments fluvials. Per al proveïment d'aigua es compta amb 28 embassaments, dels quals deu funcionen a la conca del Segre. El més antic és el pantà de Camarasa, construït el 1920, i els majors són els de Canelles (679 hm³, compartit amb Aragó), Rialb (402,8 hm³), Santa Anna (236,6 hm³, compartit amb Aragó) i Susqueda (233 hm³).
Al territori hi ha pocs llacs considerables. La majoria es troben al Pirineu català en forma de petites llacunes (estanys), originats per antics circs glacials. D'aquests, són famosos els del Parc Nacional d'Aigüestortes i Estany de Sant Maurici, encara que el major de tots és el Llac de Banyoles, d'origen càrstic.

## La costa

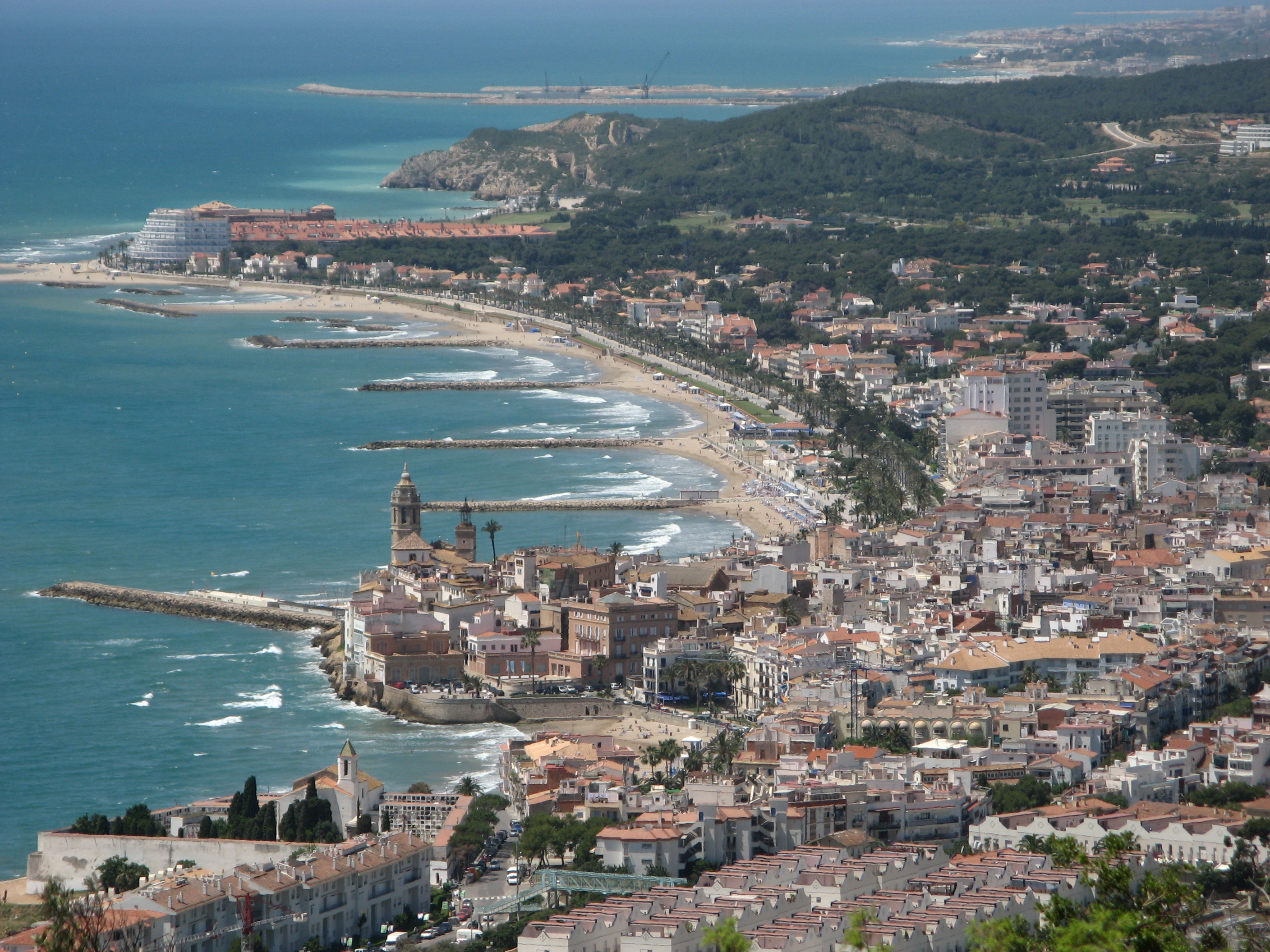
Ciutat de Sitges i les seves platges.

La costa catalana és gairebé rectilínia, amb una longitud superior als 500 km i amb pocs accidents geogràfics, els més rellevants són el Cap de Creus i el Golf de Roses al nord, i el Delta de l'Ebre al sud. Els únics accidents marítims els configura el contacte dels Pirineus amb el mar, formant el Cap de Creus, al costat del qual es troba el Golf de Roses. Posteriorment i fins a Blanes apareix la Costa Brava, caracteritzada per penya-segats de petita altura i cales amagades. Després segueix la llarga línia de platges del Maresme, en paral·lel a la Serralada Litoral, i que només es talla pels diversos ports comercials i pesquers. La costa de Barcelona es caracteritza per platges artificials i un gran port comercial que s'estén al llarg de més de nou quilòmetres. La part sud del port es va desenvolupar sobre la plana del Delta del Llobregat, que després del port dibuixa una línia suau d'una mica més de 18 km. Després el massís del Garraf articula les costes en destacables penya-segats i fins al cap de Sitges la costa no torna a ser rectilínia (a excepció de nou de nombrosos ports) i orientant-se cap al sud, fins a l'altura del port de Tarragona. Aquest és el segon major port de Catalunya i s'estén per més de 5 quilòmetres, abans d'entrar al Cap de Salou. Les platges d'aquesta zona prenen el nom de Costa Daurada en el seu vessant turístic. Cap al sud la costa és de nou suau, i es caracteritza per una menor ocupació humana. L'últim gran accident geogràfic el determina el Golf de Sant Jordi i les terres baixes del Delta de l'Ebre, on es troben illes i penínsules, com les de la Punta del Fangar al nord i La Banya al sud, que queda unida al delta per la platja del Trabucador. La sorra de les platges catalanes és generalment daurada, i amb certa tendència a ser granulosa al nord i més fins al sud.

## Clima

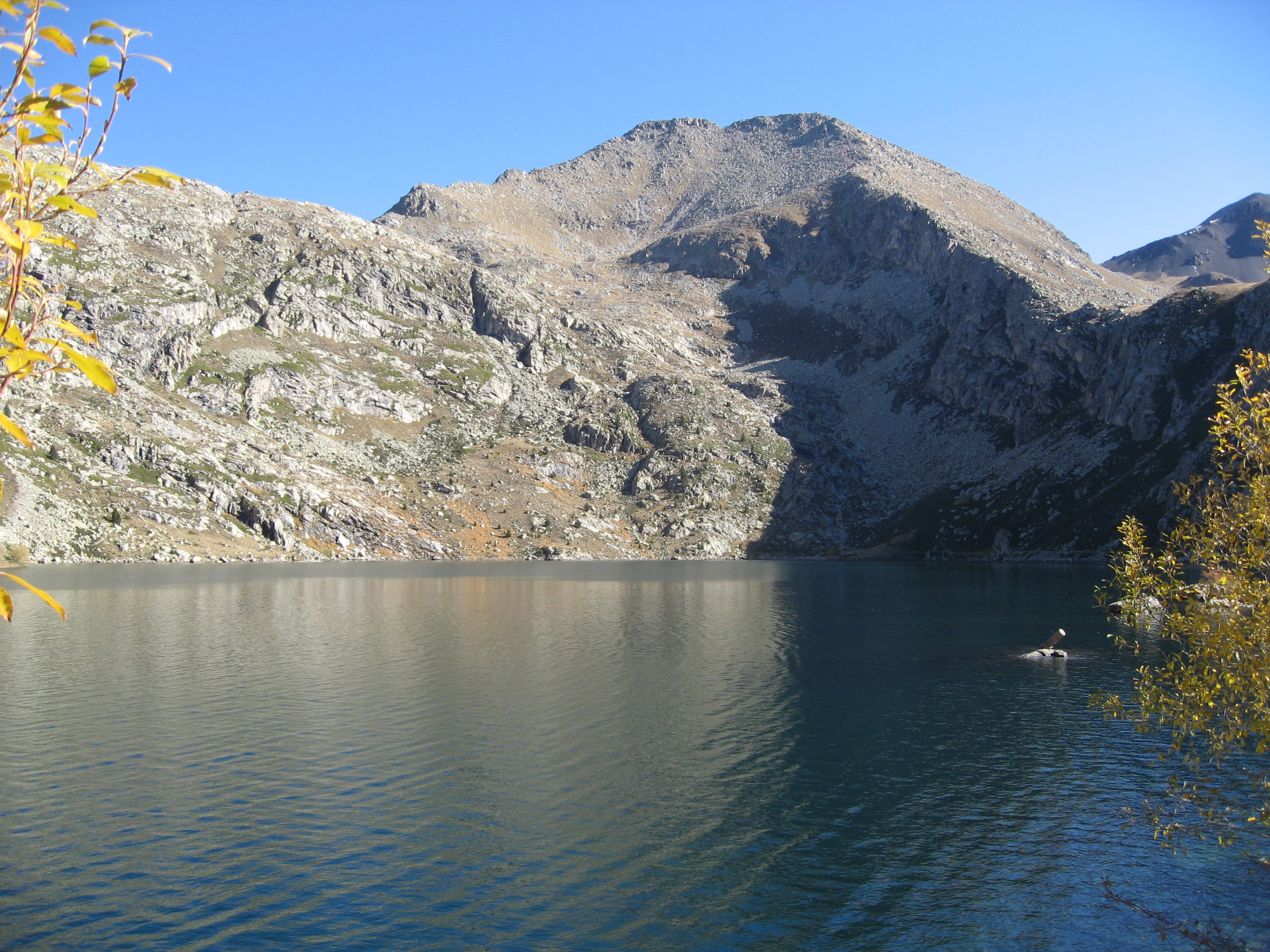
Estany Gento al Pirineu, on el 1956 hi va haver la temperatura més baixa enregistrada, fins ara, a la península Ibèrica.

Catalunya gaudeix d'un clima mediterrani temperat propi de la seva latitud a l'hemisferi septentrional. Tot i així, atesa la seva variada topografia, hi ha una diversitat de climes i trets particulars. Les temperatures mitjanes anuals oscil·len des dels 0 °C als Pirineus, fins als 17 °C a la costa del sud; les temperatures màximes poden arribar als 43 °C (a les Garrigues), i les mínimes als -30 °C (als Pirineus).
Quant a la pluviositat, Catalunya pot dividir-se en dues regions:
- la Catalunya humida, integrada pels Pirineus, els Prepirineus, el Subpirineu i alguns illots muntanyosos de la serralada Prelitoral, on la pluviositat és superior als 700 mm anuals; i
- la Catalunya seca; la resta del territori, on la pluviositat és inferior als 700 mm anuals.

La pluviositat té una tendència equinoccial. Al mediterrani, els estius són secs i hi ha pluges primaverals. Als Pirineus, les precipitacions hi són abundants durant maig i juny, i els estius, en general, són humits.
En considerar tant les temperatures com la pluviositat, Catalunya es divideix en tres grans dominis climàtics:
- un de clima alpí (als alts Pirineus);
- un de clima atlàntic (a la conca de la Garona);
- i un de clima mediterrani (la resta del territori), que se subdivideix en una àrea de muntanya alta i una de muntanya baixa.

El clima de Catalunya és en general mediterrani encara que, durant l'hivern, hi ha una diferència notable de temperatures entre el litoral costaner (clima pròpiament mediterrani), amb temperatures mitjanes al voltant dels 10 °C i l'interior (per sota dels 1.000 m d'altitud) amb temperatures mitjanes hivernals entre 3 i 7 °C. Les temperatures d'estiu són més homogènies al voltant dels 25 °C a la costa i entre 21 i 25 a l'interior. El clima de muntanya es caracteritza per una disminució de la temperatura i un increment de les precipitacions tot això d'acord amb l'augment de l'altitud. A partir dels 1.500 metres es considera que comença el clima d'alta muntanya. La temperatura mitjana anual oscil·la entre els 17 °C del Delta de l'Ebre fins als 0 °C, o inferior, a partir dels 3.000 m d'altitud. Les temperatures extremes han estat de 43 °C Lleida i Igualada juliol de 1982, Montblanc el 4 de juliol de 1994 fins -32 °C de l'Estany Gento (a la cota de 2.030 m) el febrer de 1956. Les precipitacions mitjanes anuals oscil·len entre els 350 litres del Segrià i els 1.200 de l'alta Garrotxa.
La humitat relativa mitjana anual es troba en general a tot el territori entre el 70 i el 75%. Al litoral aquesta xifra és força homogènia al llarg de tots els mesos de l'any, a l'interior es presenta un mínim a l'estiu i un màxim a l'hivern, especialment acusat aquest en els llocs on acostuma a haver-hi boira.
El vent dominant a Catalunya, com en general a la resta d'Europa, és el de ponent (de l'oest). Tanmateix tant al nord com al sud del país hi dominen vents de component nord: la tramuntana (que bufa del nord) especialment a l'Alt Empordà i el mestral (del nord-oest) al sud de Catalunya. S'ha de tenir en compte vents més irregulars o estacionals com són el vent de marinada i les brises de muntanya o el fogony. Les velocitats mitjanes anuals del vent (mesurades a 10 m del terra) es troben entre 1 m/s a Viella (protegida per les muntanyes que l'envolten) i 10 m/s de Portbou (observatori dalt d'una muntanya)
La insolació està estretament lligada a la nuvolositat, sigui de núvols alts o de núvols baixos (boira) i no tan directament lligada a la pluviometria. Catalunya se situa entre les 2.600 hores anuals i les 2.000 hores.

### Tipus climàtics
A grans trets, el clima de Catalunya es pot dividir en cinc grups: clima mediterrani de costa, clima mediterrani d'interior, clima mediterrani de muntanya, zona de transició entre clima mediterrani i clima atlàntic, i clima atlàntic de muntanya.
D'acord amb les condicions climàtiques que afecten la vida s'estableixen a Catalunya diversos tipus de bioclimes.

Mediterrani litoral
Mediterrani Prelitoral
Mediterrani Continental
Mediterrani Prepirinenc
Mediterrani Pirinenc
Mediterrani Oceànic

### Clima mediterrani de costa
Abasta la zona litoral i part de la prelitoral de Catalunya, la cadena muntanyosa litoral i prelitoral impedeix que en gran part del territori aquest tipus de clima avanci cap a l'interior. La principal característica del clima mediterrani de costa és la suavitat de l'hivern, ja que d'una banda molt poques vegades hi glaça, passen diversos anys sense que el termòmetre baixi dels zero graus, i de l'altra les temperatures mitjanes dels mesos més freds de l'any (desembre, gener i febrer) es troben entre els 9 (al nord de la costa) i 12 °C (al Delta de l'Ebre). A l'estiu les temperatures mitjanes se situen entre els 24 i 25 °C amb forta humitat ambiental (xafogor) però amb marinada que fa que la mitjana de les temperatures màximes no arribi als 30 °C. Les precipitacions mitjanes anuals a la zona litoral estan entre els 700 (Baix Empordà) i els 480 (Tarragona). El màxim de pluges és a la tardor amb perill d'aiguats forts. La irregularitat de les pluges és la típica del clima mediterrani.

### Clima mediterrani d'interior
Cobreix tota la zona de la Depressió Central Catalana, el Priorat, la Plana de Vic, i l'interior de les Terres de l'Ebre que no toquen als Ports de Tortosa-Beseit, sobretot Ribera d'Ebre. La Conca de Barberà i l'Alt Camp també entrarien en aquesta zona. La variació de les temperatures al llarg de l'any és més gran que a la costa, a l'hivern les mínimes són a la Plana de Vic causades per una inversió tèrmica acusada que més moderadament afecta tot aquest territori. L'estiu és calorós amb màximes més altes que a la costa però les mínimes són 7 o 8 graus més baixes i amb humitat relativa i, per tant, xafogor més baixa. En les zones més a l'interior (del Segrià a la Segarra) hi plou menys que a la costa, en canvi a la Plana de Vic hi plou més i al Bages de forma similar. No arriba amb gaire intensitat la pluja a la tardor a les terres de ponent.

### Zona de transició entre clima mediterrani i clima atlàntic
Correspon a la part de la comarca de l'Alta Ribagorça que no pertany al Parc d'Aigüestortes i Estany de Sant Maurici (més o menys), la zona del Pallars Sobirà que tampoc hi pertany i la zona al voltant de la Pobla de Segur al Pallars Jussà, és a dir, des de Talarn fins a Senterada. En ser de transició, té característiques dels dos climes: hi plou més que el mediterrani normal, però també hi ha períodes secs i d'altres més humits.

### Clima atlàntic de muntanya
Abasta només una petita part del Principat, les situades al vessant nord dels Pirineus i algunes zones molt properes hi penetren els fronts atlàntics més humits. Concretament és a la Vall d'Aran, la zona del Parc Nacional d'Aigüestortes i Estany de Sant Maurici (al Pallars Sobirà, l'est de l'Alta Ribagorça i nord del Pallars Jussà), i la Vall Fosca al nord del Pallars Jussà. Allà les pluges són regulars durant tot l'any i les temperatures mitjanes de l'estiu per sota dels 20 °C. No hi ha períodes de sequera i a totes les estacions hi plou de manera bastant uniforme.

## Orografia
A grans trets, se sol categoritzar el territori català en tres unitats orogràfiques generals: una unitat muntanyenca formada pels Pirineus, una altra unitat formada per alternança entre planes i unitats muntanyenques anomenada Sistema Mediterrani Català i una tercera unitat situada a l'interior que constitueix un espai més pla, anomenada Depressió Central Catalana.

### Pirineus

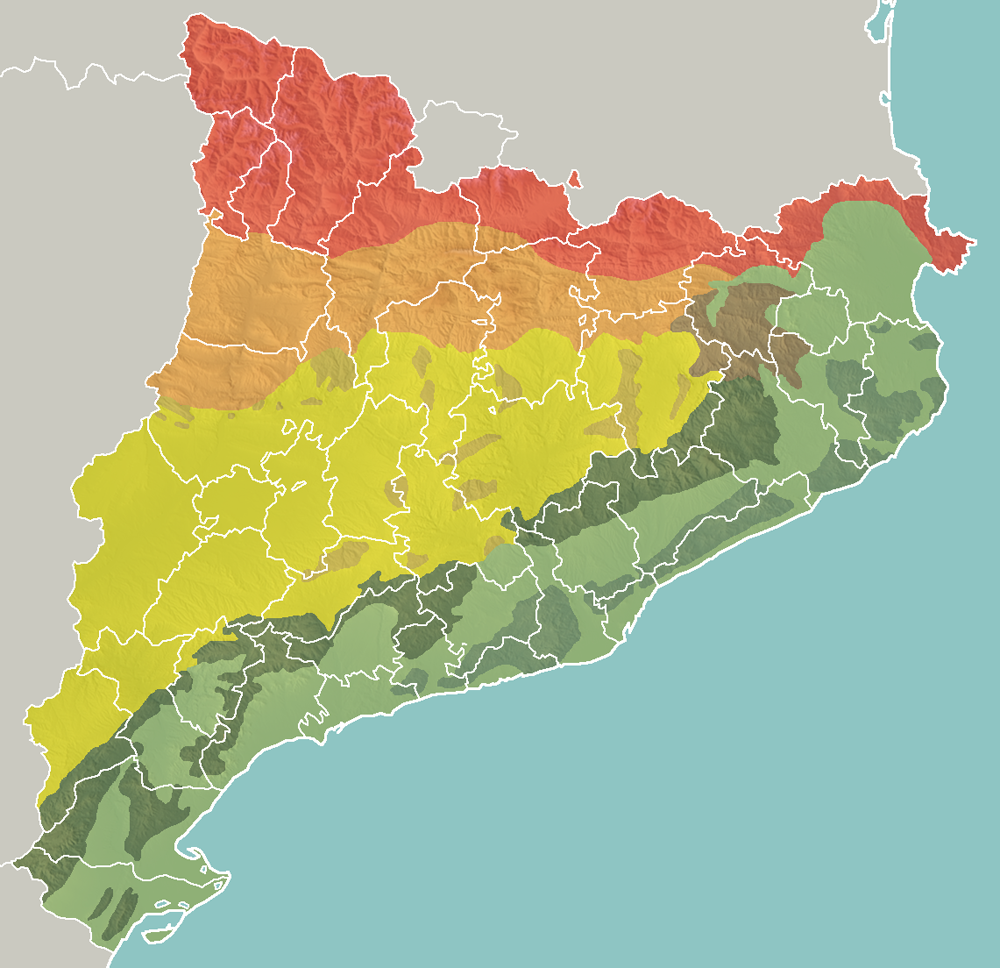
Unitats orogràfiques de Catalunya

Els Pirineus són una serralada que s'estén per tot el vessant nord de Catalunya, constituint la base geogràfica de les comarques de la Vall d'Aran, Alta Ribagorça, Pallars Sobirà, Alt Urgell, Baixa Cerdanya, Ripollès i en menor mesura les de Pallars Jussà, Noguera, Solsonès, Berguedà, La Garrotxa i l'Alt Empordà. És una serralada alpina, que segueix un eix d'oest a est i separa la península Ibèrica del territori continental europeu. Els Pirineus s'acompanyen d'una sèrie de serralades subsidiàries que reben el nom de Prepirineu. Els materials primaris dels seus sòls són responsables d'un relleu agrest i pronunciat, accentuat per l'erosió glacial. Cap a l'oest es troben els punts més alts i de major grossor nord-sud, mentre que cap a l'est van perdent altura fins a arribar el Mediterrani, en el qual penetra com una extensió de la serralada mitjançant el Cap de Creus. Les serres del Prepirineu són també majors i més profundes per l'oest que cap a l'est, i constitueixen una transició entre l'orografia més pronunciada del nord i les planes del sud de la Depressió Central Catalana.

### Sistema Mediterrani Català

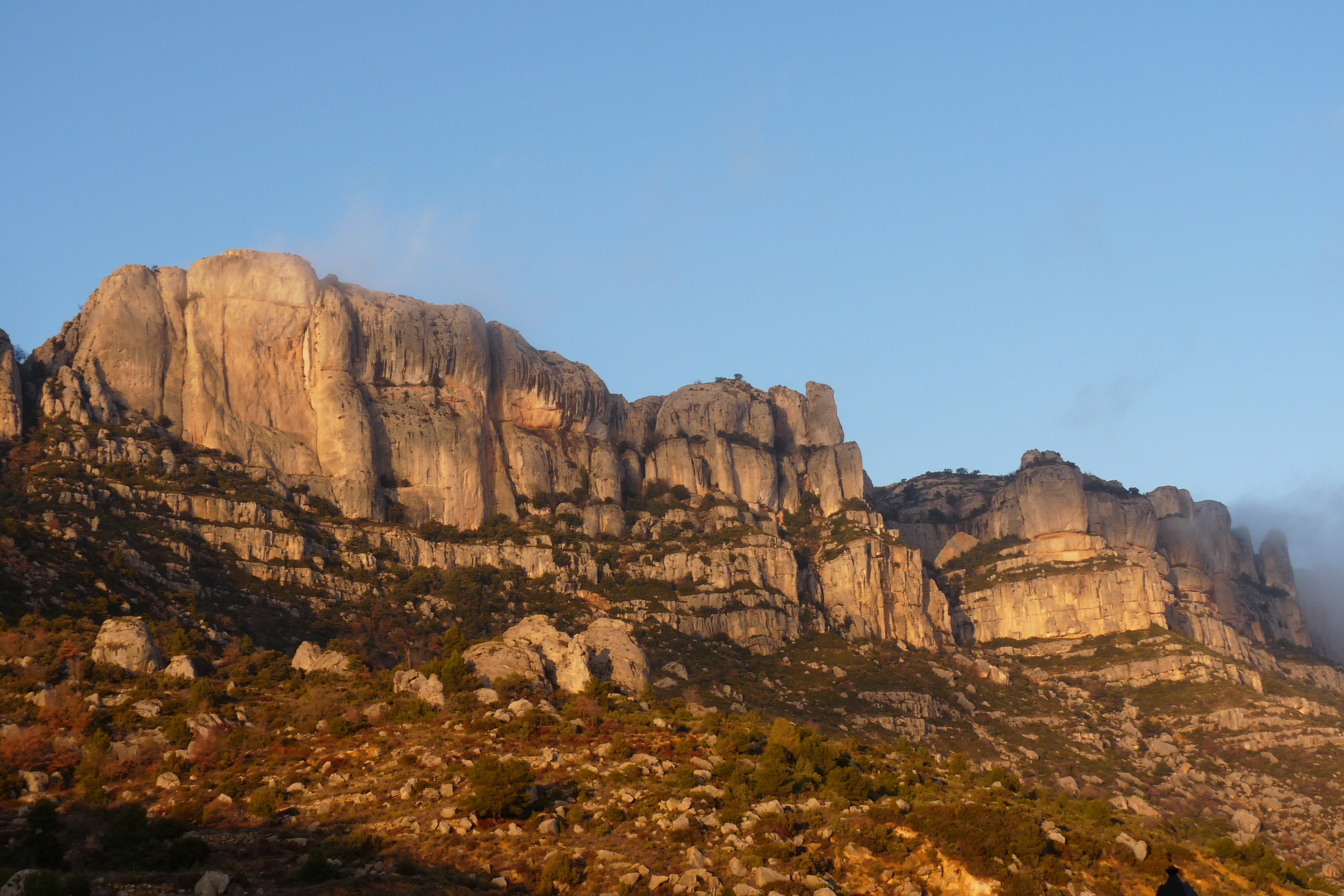
Serra de Montsant, una mostra del relleu accidentat a Catalunya.

El Sistema Mediterrani Català és una alternança de terres baixes o planes i serres o serralades que segueixen generalment l'orientació nord-est-sud-oest. Les serralades, també conegudes com a Serralades Costaneres Catalanes, es configuren en unitats conegudes com a Serralada Litoral i Serralada Prelitoral.
Aquest sistema s'estén per tot el litoral català i algunes terres situades més a l'interior, la qual cosa implica a les comarques de: Montsià, Baix Ebre, el sector sud-est de la Terra Alta, el sector meridional de la Ribera d'Ebre, la major part del Priorat, una petita porció de Les Garrigues que conforma les Muntanyes de Prades, la frontera sud de la Conca de Barberà, les tres comarques del Camp de Tarragona, les tres comarques del Penedès, el sector més meridional de l'Anoia i el Bages, les comarques del Baix Llobregat, Barcelonès, Maresme i el Vallès, el sector sud i sud-est d'Osona, i les comarques gironines de la Selva, Gironès, Pla de l'Estany, les terres baixes i planes de La Garrotxa i l'Empordà.
Les planes més destacades són la Depressió Litoral, que s'estén pel Maresme, Barcelonès (Pla de Barcelona) i Baix Llobregat (Delta del Llobregat) i la depressió prelitoral (Vallès, Penedès). Entre les comarques de Tarragona destaca el pla del Camp de Tarragona i el Delta de l'Ebre, al costat d'algunes planes localitzades en el vessant final de l'Ebre. A l'àrea septentrional de Catalunya, destaca la Depressió de la Selva que s'estén per la comarca del mateix nom i el Gironès i el pla de l'Empordà.
En aquest sistema també s'inclou la coneguda com Serralada Transversal, un conjunt d'elevacions i serres que es localitza en l'espai de convergència del Prepirineu i la Serralada prelitoral, tancant les planes de la Depressió Central Catalana de l'est. Es troba especialment al territori de La Garrotxa, però amb serres i extensions al Gironès, Selva i Osona. Podria considerar-se també algunes elevacions del sector occidental del Pla de l'Estany.

### Depressió Central Catalana
La Depressió Central Catalana és una extensió de terres amb pocs contraforts orogràfics que deriven de l'erosió de l'Ebre i els seus afluents. S'estén pels territoris septentrionals de la Terra Alta, Ribera d'Ebre, Priorat i Conca de Barberà, les lleidatanes Segrià, Les Garrigues, Pla d'Urgell, Urgell, Segarra i les àrees meridionals de la Noguera, l'Alt Urgell i el Solsonès, i de la província de Barcelona, la major part del territori de l'Anoia, el Bages, el sud del Berguedà i els sectors centrals i orientals d'Osona.

### Zona volcànica de la Garrotxa

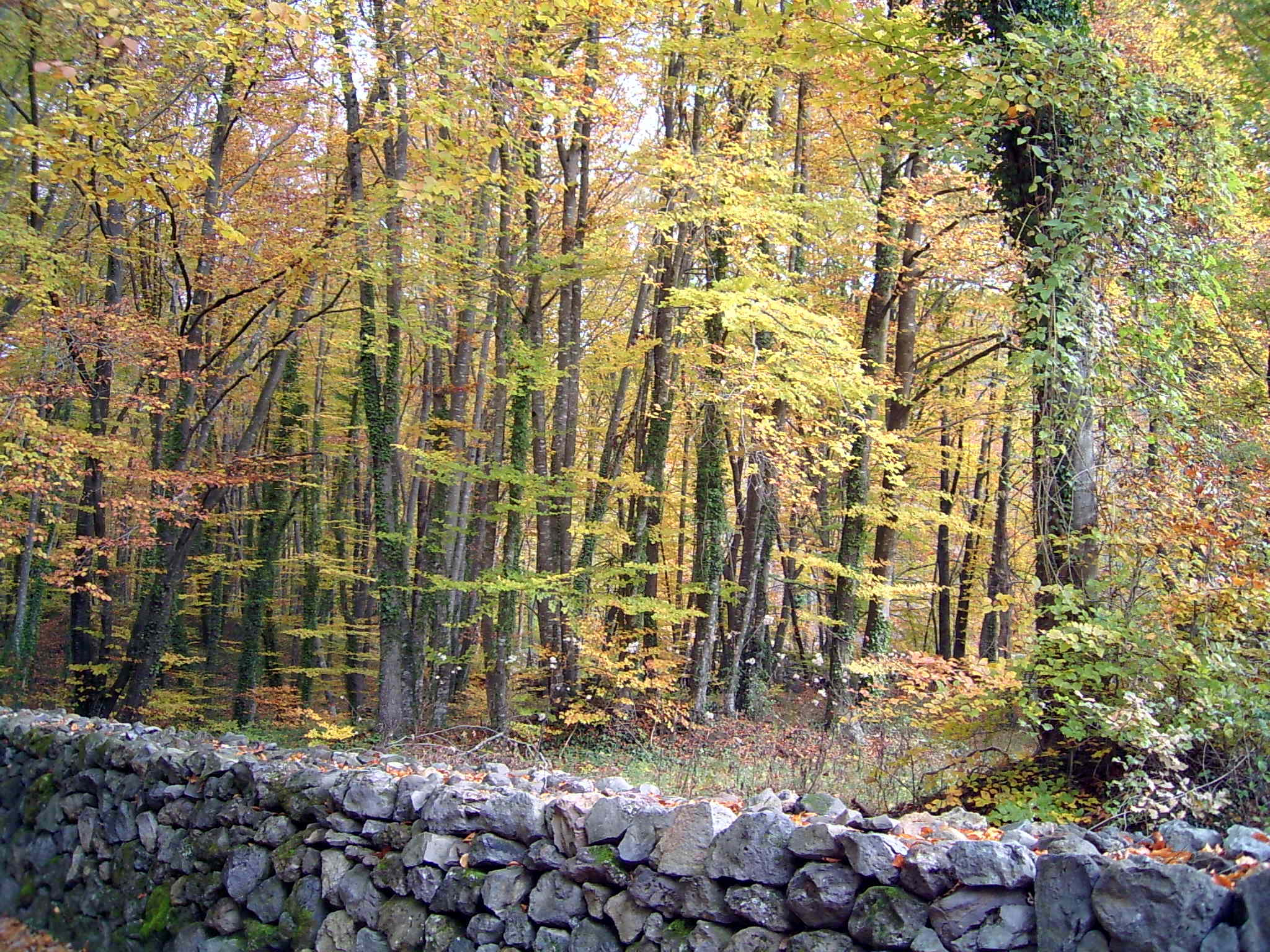
La Fageda d'en Jordà

El Parc Natural de la Zona Volcànica de la Garrotxa és un parc natural que es troba a la comarca de la Garrotxa. És el millor exponent de paisatge volcànic de la península Ibèrica. Té una quarantena de cons volcànics d'una edat compresa entre els 10.000 i els 700.000 anys, 10 cràters, 23 cons ben conservats i més de 20 colades de laves basàltiques. L'orografia, el sòl i el clima proporcionen una variada vegetació, sovint exuberant, amb alzinars, rouredes i fagedes d'excepcional valor paisatgístic. Té un clima molt humit, i per algun tipus de vegetació es podria representar com a clima atlàntic. El tipus d'arbre que més abunda és l'alzinar muntanyenc. Té una superfície protegida de 15.000 Ha., que inclou 11 municipis, 28 reserves naturals, i pretén fer compatible la conservació amb el desenvolupament econòmic, en règim de protecció arran dels impactes de les extraccions mineres, el creixement urbanístic i els abocadors incontrolats de residus.

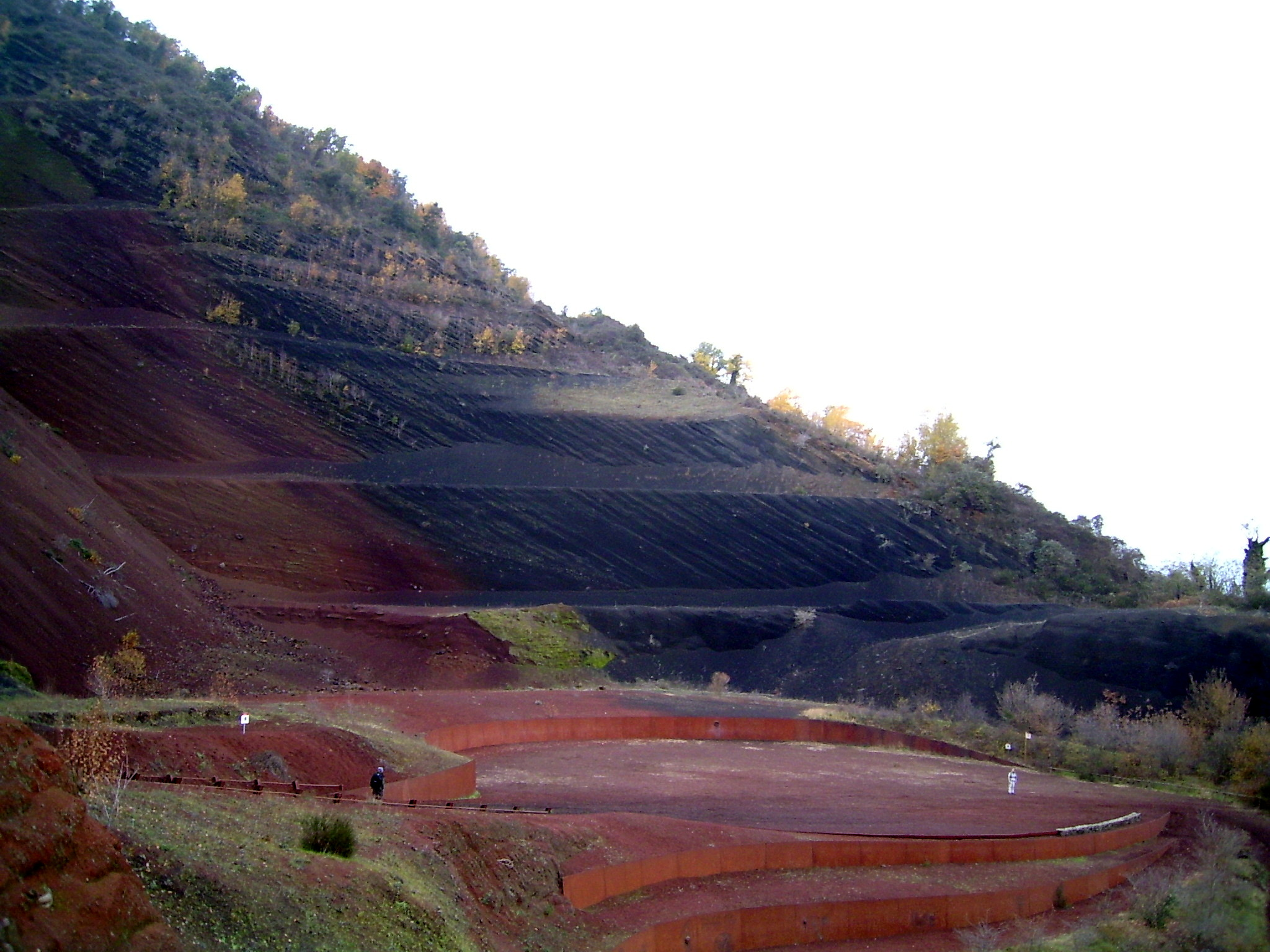
Grederes del volcà del Croscat

Inclou, entre d'altres, els següents llocs d'especial interès natural:
- La Fageda d'en Jordà
- El volcà del Croscat
- El volcà de Santa Margarida
- L'altiplà de Batet i volcà de Pujalós
- El bosc de Tosca
- La colada basàltica de Castellfollit de la Roca
- El riu Fluvià
- Els aiguamolls de la Deu i la Moixina
- Diferents volcans a Olot:
  - Montsacopa
  - Volcà Bisaroques
  - Volcà de la Garrinada
  - Volcà de Montolivet

## Protecció de la natura

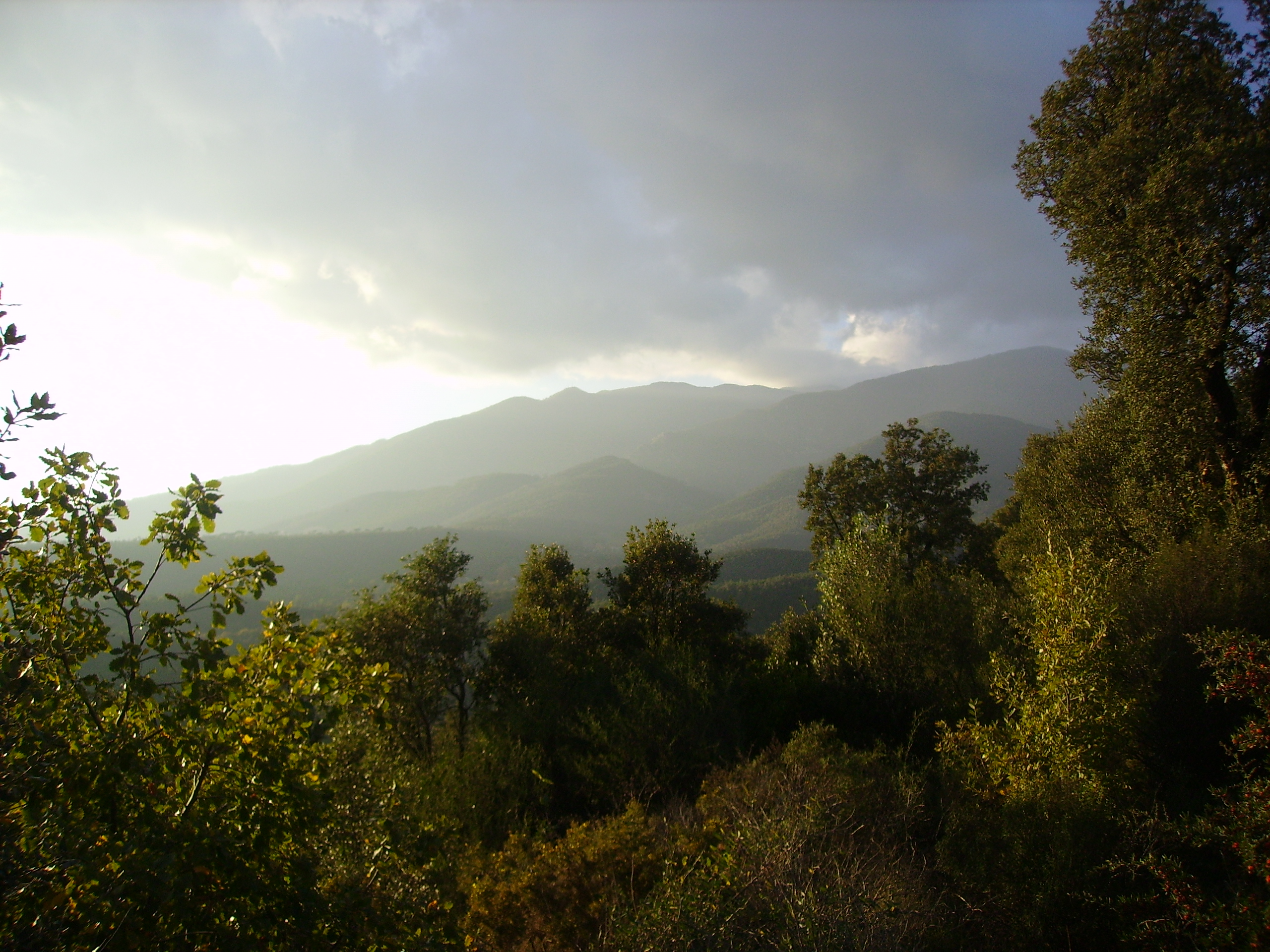
Vista del massís del Montseny.

La protecció de l'entorn natural català ha crescut ràpidament durant els últims anys. A data de l'any 2006 el territori terrestre protegit ascendia a 9.608 km², pràcticament el 30% de Catalunya. Els espais difereixen en grau de protecció; en aquest sentit, el parc d'amb major rang i antiguitat constitueix l'únic Parc Nacional en territori català, el Parc Nacional d'Aigüestortes i Estany de Sant Maurici, inaugurat el 1955. No obstant això, era ja des de 1932 que es pretenia protegir alguns espais dels Pirineus en l'anomenat Pla Macià. Fins al retorn del Govern de Catalunya de l'exili no es va tornar a legislar per protegir espais naturals. Actualment són diverses administracions (el Ministeri de Medi ambient, la Generalitat de Catalunya i la Diputació de Barcelona, al costat de diversos consorcis de municipis) les que s'encarreguen de vetllar, protegir i promocionar els espais protegits. La Generalitat a més de cogestionar el Parc d'Aigüestortes, gestiona una xarxa d'11 parcs naturals, 3 Paratges Naturals d'Interès Nacional, una reserva natural (Delta del Llobregat) i una reserva marina (Illes Medes). Per la seva banda, la Diputació de Barcelona disposa d'una Xarxa de Parcs Naturals dirigida per l'Àrea d'Espais Naturals de la Diputació que estén els espais protegits per 12 parcs de diferentent grau de protecció, alguns gestionats al costat de la Generalitat. A més d'aquests parcs, existeix una xarxa més extensa d'espais específics protegits mitjançant lleis menys específiques que el seu objectiu és conjuminar la diversitat del territori català i la seva flora i fauna local. Aquesta xarxa, anomenada PEIN (Pla d'Espais d'Interès Natural) incorpora a més els parcs naturals i nacionals abans esmentats que sí que compten amb una legislació específica. A data d'abril de 2007, els espais inclosos en el PEIN ascendien a 165.
El 1990 el Govern de Catalunya va crear el Consell de Protecció de la Natura, un òrgan consultiu en matèria de protecció de la natura i del paisatge, amb el propòsit de conèixer, estudiar, protegir i gestionar el medi natural català. Existeixen onze parcs naturals a Catalunya: el Parc Natural de l'Alt Pirineu, Aiguamolls de l'Empordà, el Parc Natural del Cadí-Moixeró, el cap de Creus, els Ports, el Delta de l'Ebre, Parc Natural del Montseny, Montserrat, Sant Llorenç del Munt i l'Obac, el Montsant i la zona volcànica de la Garrotxa; un parc nacional, Aigüestortes i Estany de Sant Maurici; una reserva natural, el delta del Llobregat; i una reserva marina, les Illes Medes.

## Fauna

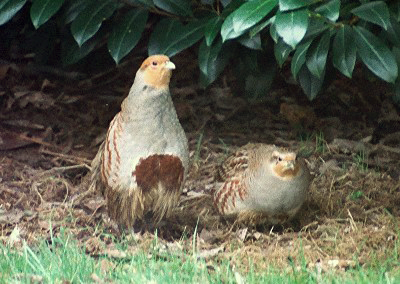
Les perdius xerres són uns dels ocells comuns a Catalunya.

La fauna de Catalunya es compon a grans trets d'una combinació d'una minoria d'animals endèmics de la regió i una majoria d'animals que també estan presents en altres indrets. Gran part del Principat de Catalunya gaudeix d'un clima mediterrani (exceptuant les regions de muntanya), cosa que fa que molts dels animals que hi viuen estiguin adaptats als ecosistemes mediterranis. Les activitats humanes han posat en perill la biodiversitat animal de Catalunya, posant algunes espècies en perill i extingint-ne altres, com ara el llop gris o probablement l'os bru. D'altra banda, el govern també ha delimitat zones protegides per tal de conservar la riquesa natural de Catalunya.

## Biodiversitat
Catalunya és un mostrari de paisatges europeus a petita escala. Poc més de 30.000 km quadrats allotgen una gran varietat de substrats, sòls, climes, orientacions, altituds i distàncies al mar. El conjunt és d'una gran diversitat ecològica, i d'una notable riquesa de paisatges, hàbitats i espècies. Hi ha més de 600 tipus d'hàbitats naturals i seminaturals. Un 65% del territori manté un alt grau de naturalitat, però alhora és molt vulnerable, per les pressions a què està sotmès. Més de 7 milions d'habitants es concentren en el 30% del territori principalment al litoral. A una intensa activitat agrícola, ramadera i industrial, s'hi afegeix una gran afluència turística –més de 20 milions de visitants anuals-, una alta taxa d'urbanització dispersa
i una densa xarxa d'infraestructures viàries. La pressió que genera aquest model de vida fa que la petjada ecològica del país superi amb escreix la superfície administrativa.

## Demografia
Amb una població estimada de 7 milions d'habitants (2006), la comunitat autònoma de Catalunya és la segona comunitat autònoma més poblada de l'Estat espanyol. La seva capital, la ciutat de Barcelona, té una població estimada d'1,6 milions (2006), i és la segona més poblada d'Espanya i la desena de la Unió Europea. La seva àrea metropolitana, integrada per 36 municipis, té una població de 3,2 milions d'habitants; la regió urbana de Barcelona, que inclou l'àrea d'influència de la ciutat, té una població estimada de 5,3 milions d'habitants.
L'Institut d'Estadística de Catalunya (Idescat) és l'òrgan especialitzat en la recerca estadística de la Generalitat de Catalunya. La seva tasca és la gestió del sistema estadístic de Catalunya per mitjà de la planificació, la coordinació, la normalització de l'activitat estadística i la prestació d'assistència tècnica estadística. Una de les activitats de l'Institut d'Estadística de Catalunya és la producció d'estadístiques oficials sobre la demografia de Catalunya que inclouen la dinàmica de població, la seva estructura, els fluxos migratoris, la composició i estructura de les llars i les pràctiques lingüístiques.

Densitat de població absoluta de les comarques catalanes

Densitat de població relativa de les comarques catalanes

Durant la primera meitat del segle xx la població catalana va créixer de manera accelerada, amb una taxa de creixement superior a la mitjana nacional. El 1900, Catalunya tenia una població d'1.984.115, dels quals 1.052.977 (53%) vivien a la província de Barcelona. El mateix any, la població de Catalunya representava el 10,5 de la població de l'Estat espanyol. L'estructura d'edat de la població catalana al començament del segle mostrava un gran cohort jove en què el 32,02% de la població tenia una edat igual o menor als 14 anys, mentre que la població adulta, és a dir, la població amb més de 65 anys, només representava el 4,32%, amb un índex de vellesa del 13%. La immigració i el creixement natural va continuar sostingudament durant la postguerra: la població va créixer de 3,2 milions el 1950 a 3,8 milions el 1960 i a 5,1 milions el 1970 i a partir de llavors es va produir un alentiment i la població va créixer a 5,9 milions el 1980. Aquest alentiment podria haver estat produït per la transició industrial basada en la mà d'obra a la tecnologia, així com a la millora de les condicions de vida de les altres regions de l'Estat espanyol, tradicionalment emissores d'emigrants.
El començament del segle xxi mostra un panorama molt diferent al panorama dels inicis del segle xx. Segons les dades estadístiques del 2005, la població estimada de Catalunya era de 6.995.206 habitants, dels quals, 5.226.354 (74%) vivien a la província de Barcelona; és a dir, aquesta província mostra una concentració major de la població de l'actual comunitat autònoma. El mateix any, el cohort de població menor als 14 anys era només del 15,78%, mentre que el cohort de població major als 65% era de 17,89%, amb un índex de vellesa de 113%. El 2005, l'Institut d'Estadística de Catalunya va reportar una densitat de població de 216 habitants per quilòmetre quadrat per a la comunitat autònoma, i una edat mitjana de 40,38 anys.
Les comarques més poblades de Catalunya el 2005 eren el Barcelonès amb 2.215.581 habitants, seguit del Vallès Occidental amb 815.628 habitants, el Maresme amb 398.502, i el Vallès Oriental, totes tres dins de la regió urbana de Barcelona. Per contra, les menys poblades eren l'Alta Ribagorça amb 4.004 habitants i el Pallars Sobirà amb 6.883, totes dues comarques pirinenques.

## Vegeu també

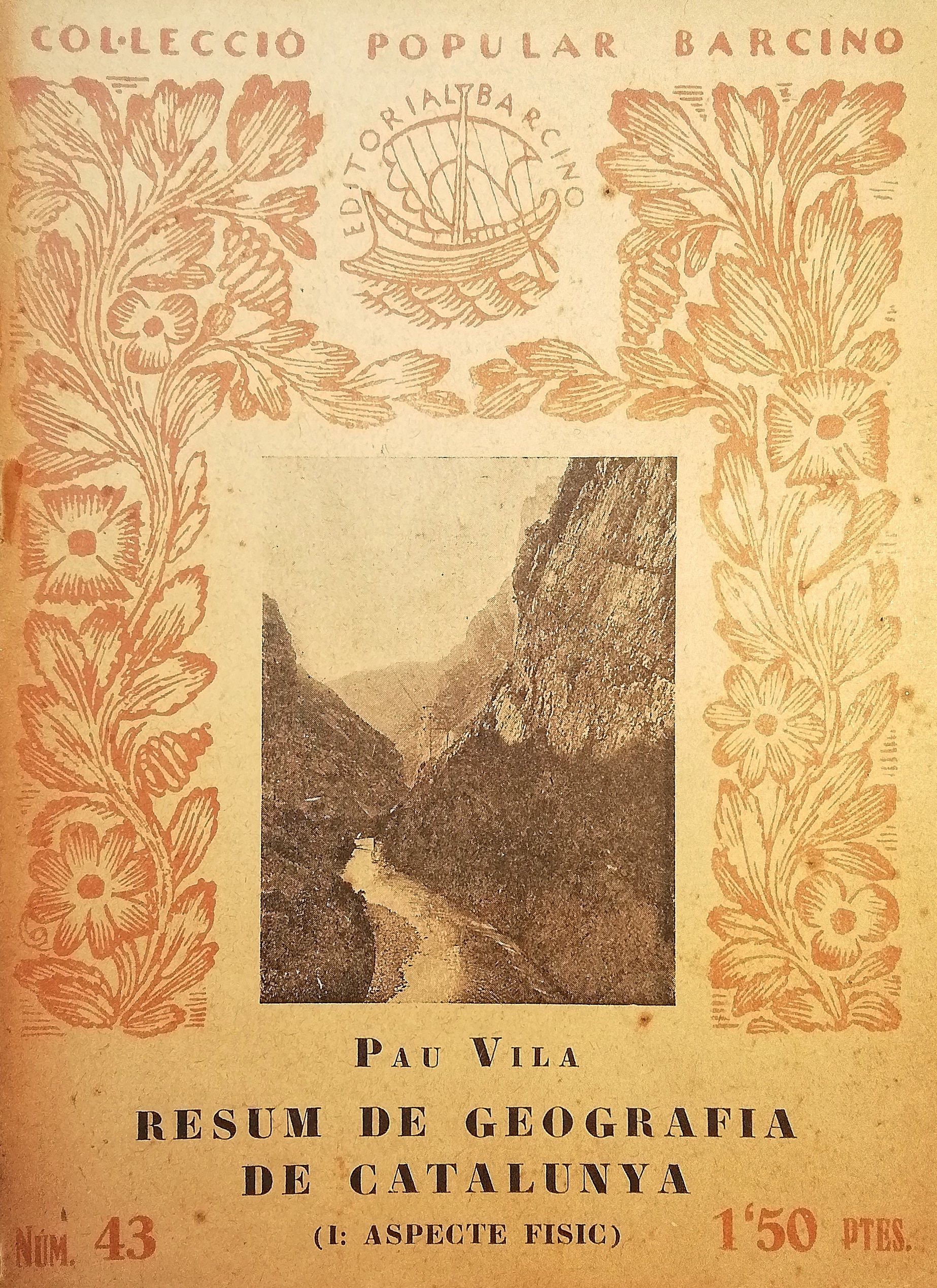
El primer dels nou volums del Resum de geografia de Catalunya del geògraf Pau Vila publicat l'any 1928